# Tricia Helfer
Tricia Janine Helfer  (Donalda, Alberta 11 de abril de 1974) es una actriz y ex-modelo canadiense, conocida por interpretar a la enigmática modelo Cylon; Number Six en la reimaginada serie Battlestar Galactica de Ronald D. Moore (2004-2009) y por interpretar a Sarah Kerrigan en StarCraft II y sus paquetes de expansión (2010-2015). Interpretó a Charlotte Richards /La diosa de toda la creación; desde la segunda temporada de Lucifer de Netflix (2016-2021).

## Primeros años
Helfer nació en la zona rural de Donalda, Alberta, Canadá, de Dennis y Elaine Helfer. Estudió en William E. Hay Composite High School en Stettler, Alberta. Vivía y trabajaba en la granja de cereales de la familia con sus tres hermanas; Trena, Tammy y Tara. Fue descubierta a los 17 años por un cazatalentos de una agencia de modelos mientras hacía cola en un cine con un pariente suyo, Crystal. Ella es de ascendencia alemana, inglesa, sueca y noruega.

## Carrera de modelo
En 1992, ganó el concurso Supermodelo del Mundo de Ford Models. Helfer se retiró del modelaje de moda en 2002 y afirmó que todas sus sesiones desde entonces están relacionadas con proyectos o promociones de productos. Ha aparecido en campañas publicitarias para Ralph Lauren, Versace, Chanel y Giorgio Armani.
Helfer ha desfilado en los principales desfiles de moda, como Carolina Herrera, Christian Dior, Claude Montana, Givenchy, John Galliano y Dolce & Gabbana. Helfer ha aparecido en las portadas de Flare, Amica, ELLE, Cosmopolitan, Marie Claire y Vogue, entre otros. También apareció regularmente en sesiones de fotos de la revista Maxim, fue la chica del calendario de pared de la revista en 2005 y ocupó el puesto 57 en las 100 mujeres calientes de Maxim de 2007. Helfer también apareció como modelo de portada para la edición de febrero de 2007 de Playboy. También ha participado en sesiones de fotos de lencería de Victoria's Secret. Tricia condujo un programa de televisión dedicado a la moda en Canadá, llamado Oh la la, antes de trasladarse a Nueva York para seguir clases de interpretación.

## Carrera actoral

### 2002-2008: primeros papeles

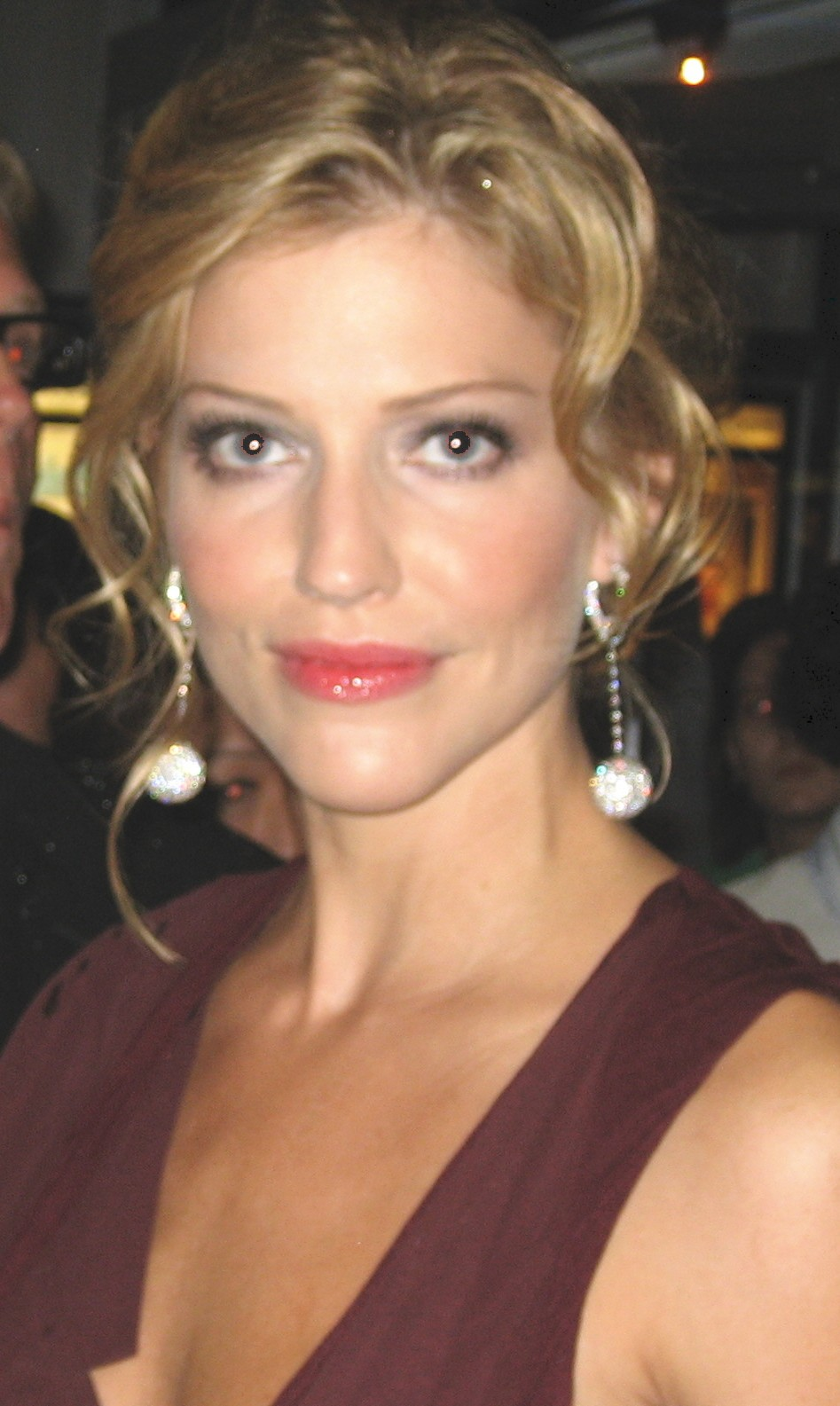
Helfer en 2006.

Helfer se mudó a Los Ángeles en 2002 para seguir una carrera como actriz a tiempo completo. Su primera asignación actoral fue un papel coprotagonista de Sarah en la serie de televisión Jeremiah. Más tarde interpretó a una modelo llamada Ashleigh James en el episodio del 16 de mayo de 2002 de CSI: Crime Scene Investigation ("El artista del hambre"). En 2002, interpretó a "Eva" en la película independiente, White Rush.
En 2003, interpretó a Number Six en Battlestar Galactica , remake de la serie de los 70 del mismo nombre. En 2004, interpretó a Farrah Fawcett en el telefilme Behind the Camera: The Unuthorized Story of Charlie's Angels. Simultáneamente con su papel en Battlestar Galactica, Helfer comenzó a producir y presentar Canada's Next Top Model el 31 de mayo de 2006. Apareció en Spiral y The Green Chain más tarde ese mismo año.

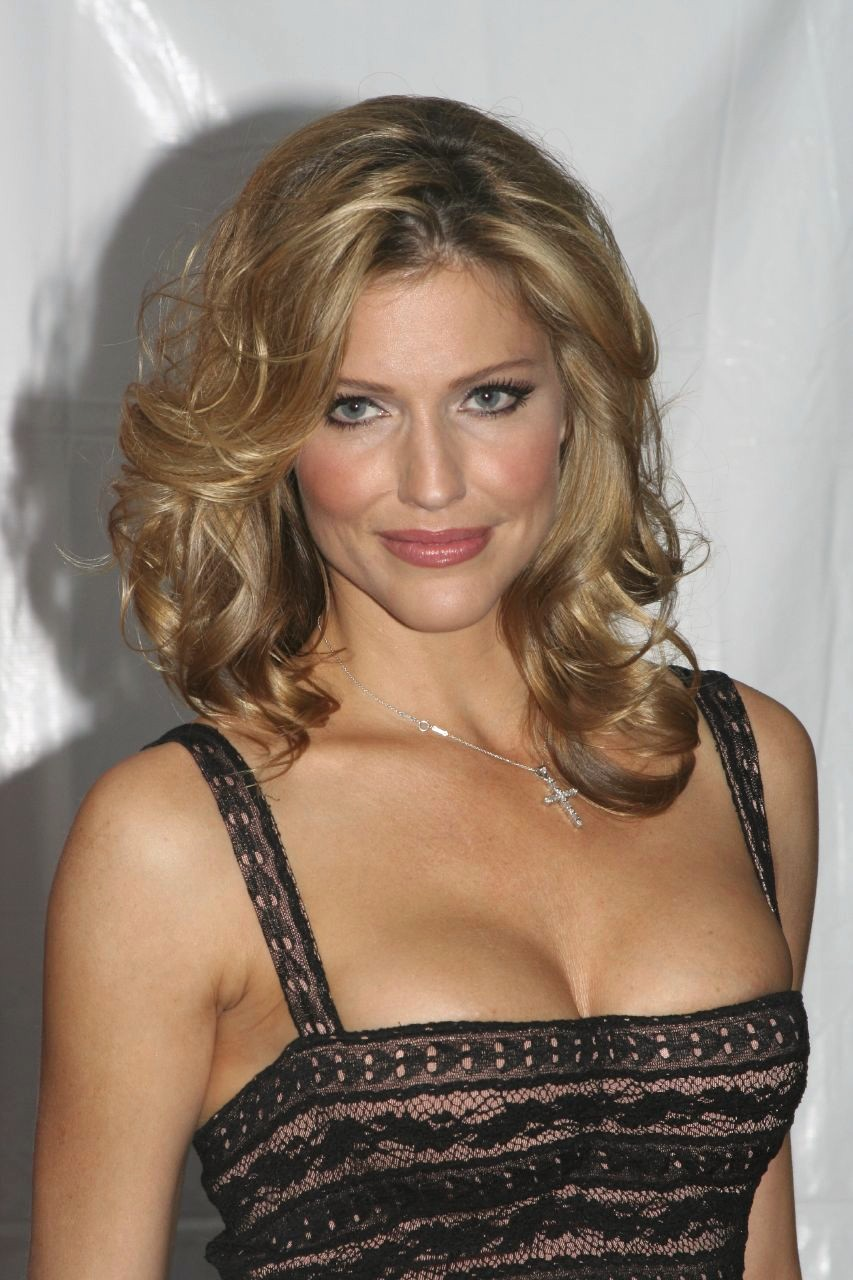
Helfer en los Scream Awards 2007.

En octubre de 2006, se anunció que Helfer no volvería a presentar la segunda temporada de Canada's Next Top Model para poder concentrarse en Battlestar Galactica. Helfer también jugó un papel importante en Electronic Arts Command & Conquer 3: Tiberium Wars, como la general Kilian Qatar de alto nivel de Nod, junto con su coprotagonista de Battlestar Galactica, la actriz Grace Park. También protagonizó el episodio «Roadkill» en la segunda temporada de Supernatural.
Helfer tuvo un papel recurrente en Dos hombres y medio de CBS. Interpretó a Gail, la mejor amiga de la prometida de Charlie (Charlie Sheen), Chelsea (Jennifer Taylor). Cuando Chelsea descubre que su amiga se está recuperando de una ruptura, dice que debería hacerlo en la casa de Charlie. Poco después de que Chelsea y Charlie comienzan una separación de prueba, Gail comienza una relación sexual con Charlie.

#### Battlestar Galactica

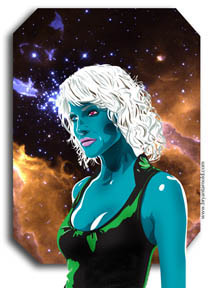
Ilustración de Tricia Helfer como Número seis de la serie de televisión Battlestar Galactica.

En 2003, la serie de televisión Battlestar Galactica se utilizó como base para una miniserie de tres horas en el canal Syfy. El proyecto fue escrito y producido por Ronald D. Moore y dirigido por Michael Rymer. Helfer interpretó el papel del Número Seis, una operativa Cylon humanoide. Continuó ese papel como miembro regular del elenco de la serie de televisión, que completó su cuarta y última temporada el 20 de marzo de 2009. Debido a la naturaleza especial del personaje de Número Seis, hay muchas "copias" de Número Seis con personalidades distintas. Helfer, de hecho, ha desempeñado numerosos papeles en la serie. En 2009, repitió su papel de Número Seis en Battlestar Galactica: The Plan, una película para televisión que cuenta la historia de la serie desde el punto de vista de los Cylons. En 2012, prestó su voz a un prototipo de Cylon en la precuela Battlestar Galactica: Blood & Chrome.
Premios:
- Premios Leo, Mejor interpretación principal de una mujer en una serie dramática, Tricia Helfer ("Pegasus")

Nominaciones:
- Premios Scream, Desglose del rendimiento, Tricia Helfer como la número seis.
- Premios Scream, Mejor Actriz de Televisión, Tricia Helfer.

### 2008-2010: papeles de voz

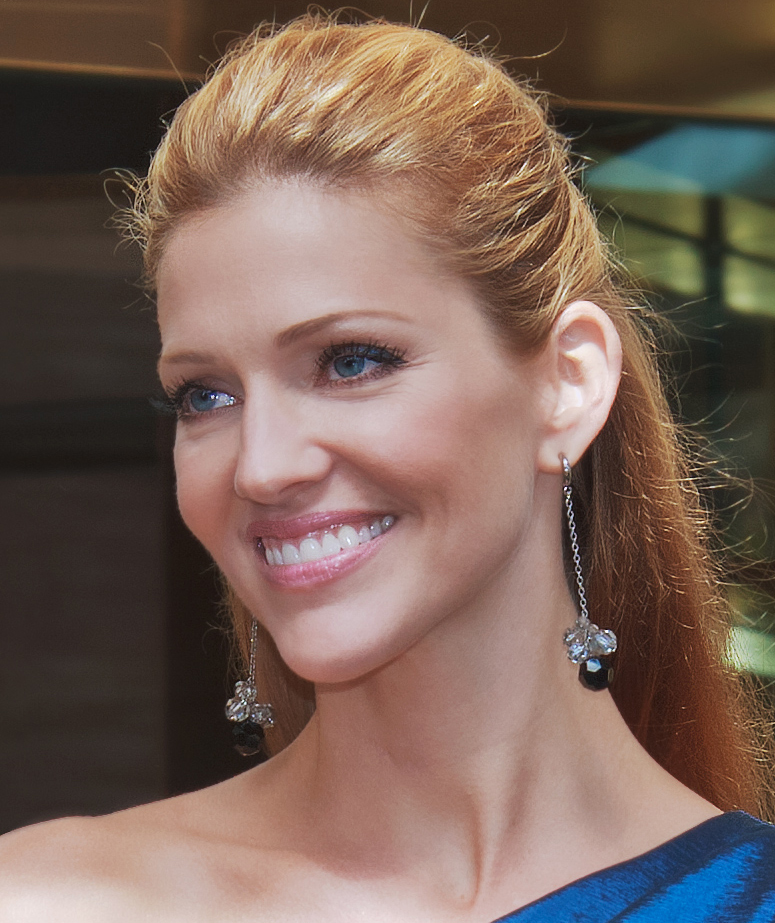
Helfer en el Festival Internacional de Cine de Toronto 2010.

En agosto de 2008, Helfer apareció en el escenario de NVISION 08, un evento patrocinado por Nvidia, donde habló sobre su papel en Battlestar Galactica, así como sobre el uso de gráficos por computadora en el programa. Helfer apareció en un episodio de la serie Chuck de NBC, y como némesis de Michael Westen en la serie Burn Notice de USA Network como Carla Baxter. Ella aparece como ella misma en el video musical de Old 97's para su canción, "Dance with Me".
Apareció como invitada en "Resonance", el segundo episodio de Almacén 13 como la agente del FBI Bonnie Belski en Syfy. Apareció como invitada en el episodio piloto de la serie de mitad de temporada Human Target de Fox en el 2009. Ha desempeñado varios papeles destacados en videojuegos en los últimos años; incluyendo a Kilian Quatar en Command & Conquer 3: Tiberium Wars, Veronica Dare en Halo 3: ODST y EDI, la inteligencia artificial a bordo del Normandy SR-2 en Mass Effect 2 y Mass Effect 3. Ella da voz a Sarah Kerrigan en StarCraft II: Wings of Liberty y la expansión establece Heart of the Swarm y Legacy of the Void. Helfer le da voz a Gata Negra en The Spectacular Spider-Man y repitió su papel en Spider-Man: Web of Shadows.
Helfer se unió al elenco del drama de TNT de Jerry Bruckheimer, Dark Blue, como el agente especial del FBI Alex Rice. El programa fue cancelado en noviembre de 2010 debido a su muy baja audiencia. En octubre de 2010 apareció como invitada en Lie to Me.

### 2011-presente:Lucifery más papeles

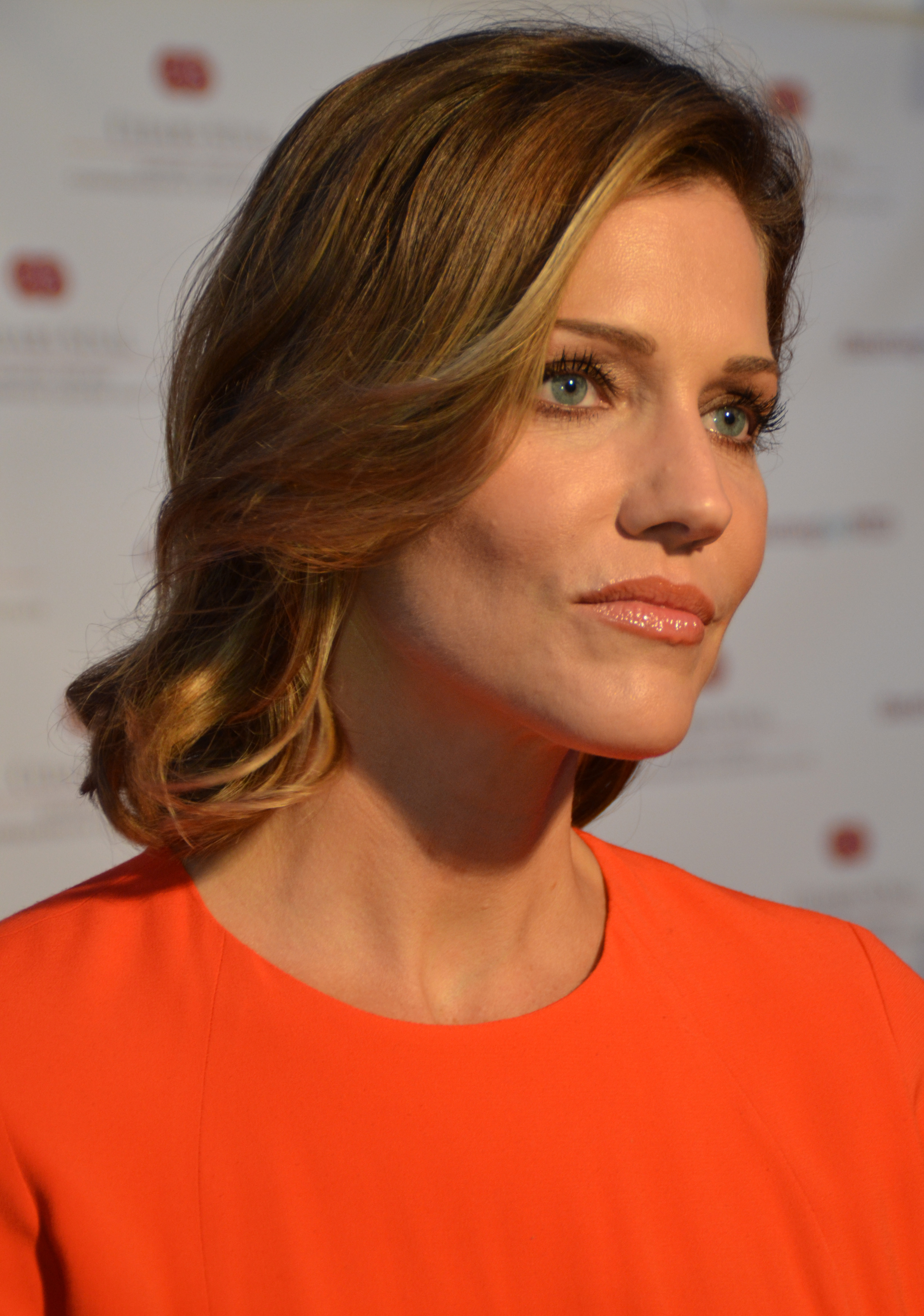
Helfer en mayo de 2014.

En 2011, protagonizó el video musical de The Black Keys para "Howlin' for You". Hizo apariciones especiales en No Ordinary Family (2011), y Franklin & Bash (2011). En 2011, Helfer interpretó a Morgana, una nigromante, en la serie de televisión piloto 17th Precinct de Ron Moore con los coprotagonistas de Galactica, James Callis y Jamie Bamber. En octubre de 2011, consiguió el papel principal en el programa piloto de televisión Scent of the Missing como Susannah, una voluntaria de búsqueda y rescate de K-9. En noviembre de 2011, apareció en la película para televisión de Hallmark, Mistletoe Over Manhattan. Para 2012, firmó para el papel recurrente de Alex Clark en la nueva serie de televisión de NBC, La tapadera. El 16 de mayo de 2012, apareció en la séptima temporada de la serie Mentes criminales de CBS, en la que lideró un equipo de asesinos en serie que robaban bancos. Apareció como invitada en la segunda temporada de la serie web de Jane Espenson, Husbands.
En 2014, interpretó a Molly Parker en Killer Women de ABC, un remake del drama argentino Mujeres Asesinas, con la productora Sofia Vergara. También en 2014, interpretó a Viondra Denniger, la administradora y la esposa del capitán de la nave estelar titular en la miniserie Ascension en su largo viaje llevando personas para poblar un nuevo mundo. Helfer expresó a Sonya Blade en el juego de lucha, Mortal Kombat X, que se lanzó en abril de 2015.

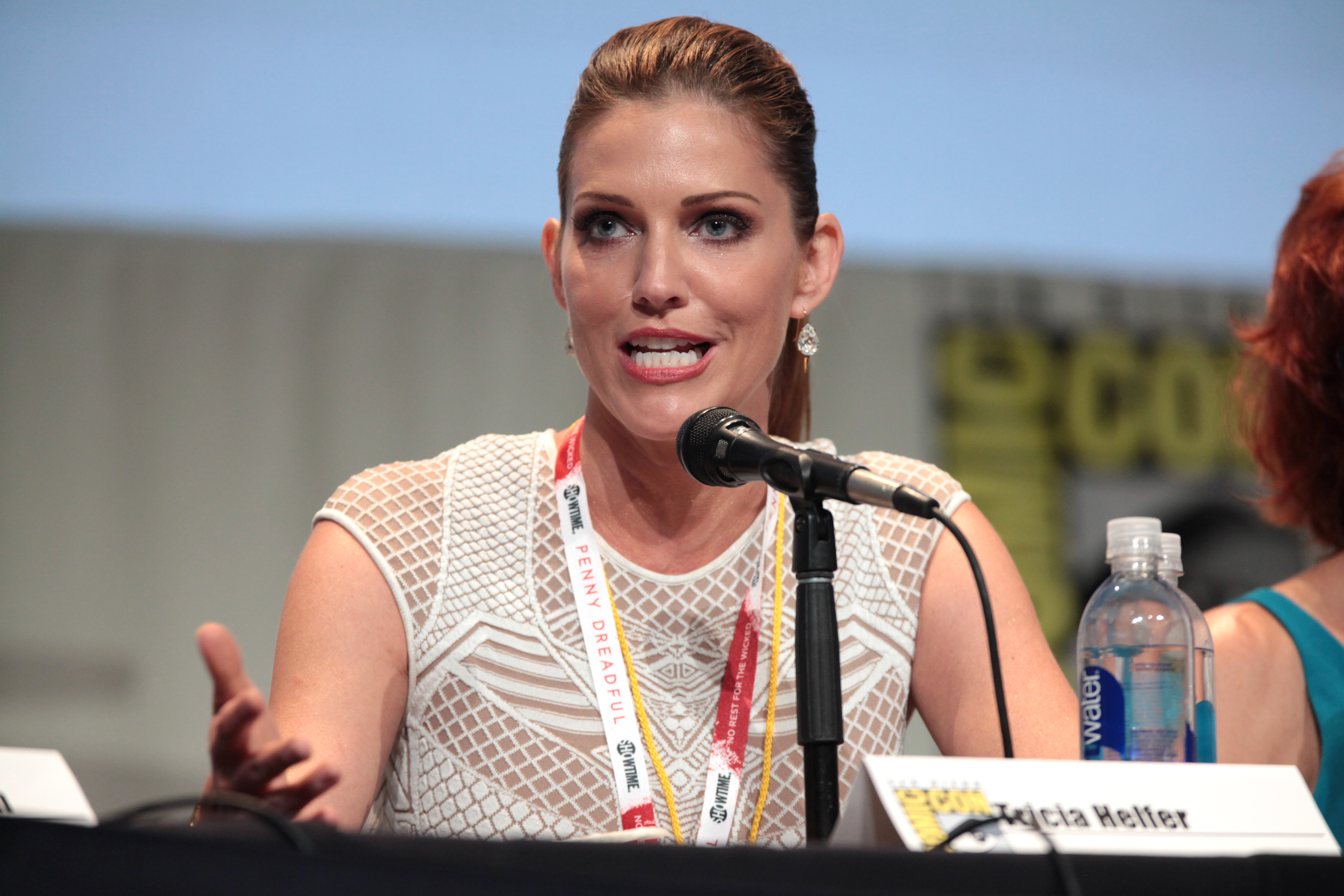
Tricia Helfer hablando en la Convención Internacional de Cómics de San Diego de 2015, para Con Man.

En 2015, apareció en el final de la serie de Falling Skies como la Reina Espheni, la líder de la raza alienígena que había invadido la Tierra y devastado a la humanidad. También interpretó a Louise, una mujer que asistía a una convención de muñecas, en la serie web Con Man.
En 2016, Helfer se agregó al elenco principal de la segunda temporada de la serie Lucifer de Fox, interpretando el papel de la madre del personaje principal. En 2015-16, desempeñó un papel recurrente como Evan Smith, abogado corporativo en la serie de la cadena estadounidense, Suits.
En 2017 al 2018, volvió a la serie de Lucifer dando vida a Charlotte Richards en su tercera temporada. En 2019, fue agregada al elenco principal de la cuarta temporada de la serie de SyFy, Van Helsing, interpretando a Drácula, el Oscuro, que es el gobernante de la especie de vampiros. El mismo año participó en la película Bombshell como la periodista Alisyn Camerota, compartiendo créditos con Charlize Theron, Nicole Kidman, Margot Robbie y John Lithgow.
En 2020 interpretó a Shirley Monroe en el episodio «Una historia en clave noir» en la primera parte de la 5 temporada de Lucifer y fue invitada especial en la segunda parte y última temporada de la serie. En 2021 dio voz a un conejo en el falso documental de animación Save Ralph.

## Vida personal

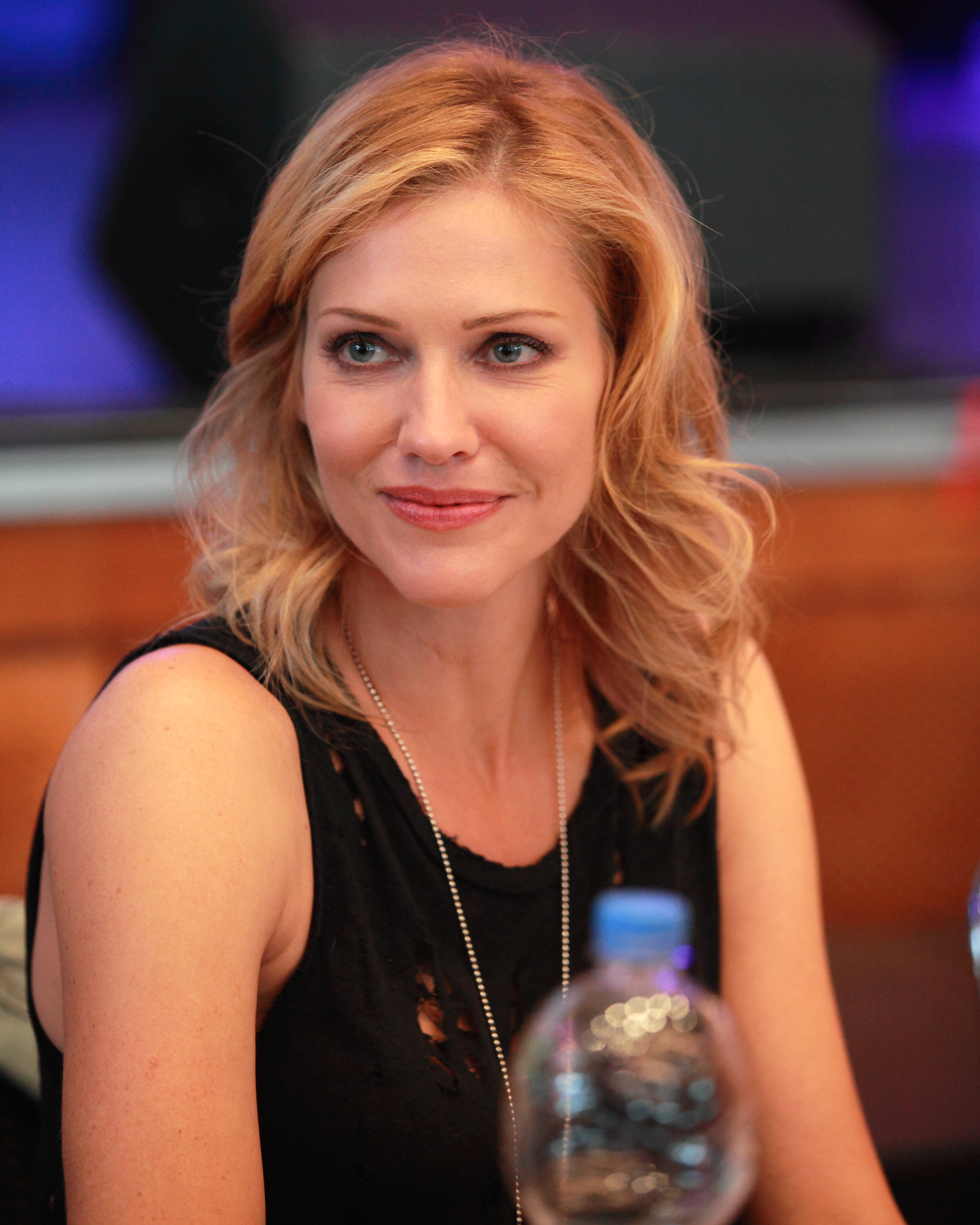
Helfer en 2017.

En 2003, Helfer se casó con Jonathan Marshall, un abogado a quien conoció en la fiesta de cumpleaños de un amigo en común. Se separaron en mayo de 2017 y Helfer solicitó el divorcio en enero de 2018, citando diferencias irreconciliables. El divorcio se resolvió en 2019.
Tiene cuatro discos artificiales en la espalda y dos en el cuello, resultado de un incidente en el que se le cayó una pieza de equipaje en la cabeza mientras estaba sentada en un avión comercial, y dos en la espalda baja por percances mientras hacía sus propias acrobacias.
Ella cofundó el sitio web de caridad "Acting Outlaws" con la ex coprotagonista de Battlestar Galactica, Katee Sackhoff, que recolecta donaciones para varias causas y eventos de caridad. También está involucrada en diversas causas, desde el rescate de animales hasta el derrame de petróleo en el Golfo de México. En 2014, apareció en una campaña de video de PETA, alentando a los dueños de gatos a mantener a sus mascotas adentro.

## Filmografía

### Películas

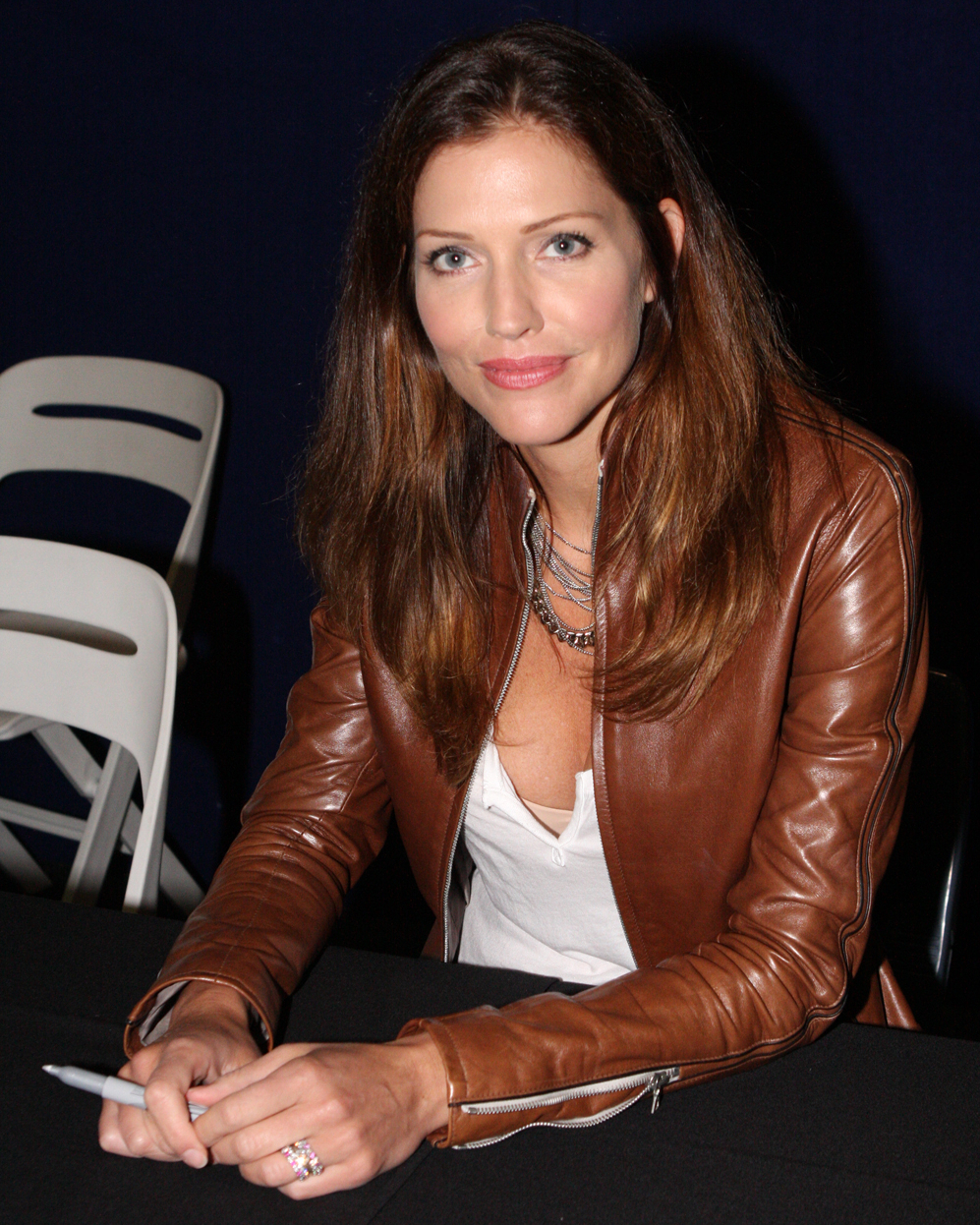
Helfer en la Supanova Pop Culture Expo llega a Sídney, Australia 2012.

| Año  | Película                                                      | Papel                | Notas                  |
| ---- | ------------------------------------------------------------- | -------------------- | ---------------------- |
| 2000 | Eventual Wife                                                 | Inga                 | Corto                  |
| 2003 | White Rush                                                    | Eva                  |                        |
| 2004 | Behind the Camera: The Unauthorized Story of Charlie's Angels | Farrah Fawcett       | Película de TV         |
| 2006 | The Genius Club                                               | Ally Simon           |                        |
| 2006 | Memory                                                        | Stephanie Jacobs     |                        |
| 2007 | Spiral                                                        | Sasha                |                        |
| 2007 | The Green Chain                                               | Leila Cole           |                        |
| 2007 | Walk All Over Me                                              | Celene               |                        |
| 2007 | Battlestar Galactica: Razor                                   | Número seis          | Película de TV         |
| 2008 | Inseparable                                                   | Rae Wicks            |                        |
| 2009 | Green Lantern: First Flight                                   | Boodikka             | Voz                    |
| 2009 | Battlestar Galactica: The Plan                                | Número seis          | Película de TV         |
| 2009 | Hidden Crimes                                                 | Julia Carver         | Película de TV         |
| 2009 | Open House                                                    | Lila                 |                        |
| 2010 | A Beginner's Guide to Endings                                 | Miranda              |                        |
| 2011 | Bloodwork                                                     | Dr. Wilcox           |                        |
| 2011 | Mistletoe over Manhattan                                      | Lucy Martel          | Película de TV         |
| 2011 | PostHuman                                                     | Kali (Voz)           | Corto                  |
| 2012 | The Forger                                                    | Sasha                |                        |
| 2012 | Scent of the Missing                                          | Susannah             | Película de TV         |
| 2012 | Scribble                                                      | Sigrid Hagenguth     |                        |
| 2013 | Finding Christmas                                             | Ryan Harrison        | Película de TV         |
| 2013 | Dangerous Intuition                                           | Kate Aldrich         | Película de TV         |
| 2014 | Authors Anonymous                                             | Sigrid Hagenguth     |                        |
| 2014 | 37                                                            | Christina            |                        |
| 2015 | Isolation                                                     | Lydia Masterson      |                        |
| 2016 | Operation Christmas                                           | Olivia Young Roberts | Película de televisión |
| 2017 | Sun, Sand and Romance                                         | Kate                 | Película de televisión |
| 2019 | Bombshell                                                     | Alisyn Camerota      |                        |
| 2019 | It's Beginning to Look a Lot Like Christmas                   | Sarah Reed           | Película de televisión |
| 2021 | Save Ralph                                                    | Un conejo (voz)      |                        |

### Televisión
| Año                  | Programa                             | Papel                                       | Notas                                                                                   |
| -------------------- | ------------------------------------ | ------------------------------------------- | --------------------------------------------------------------------------------------- |
| 2002                 | Jeremiah                             | Sarah                                       | Episodio: "The Long Road: Part 1"                                                       |
| 2002                 | CSI                                  | Ashleigh James                              | Episodio: "The Hunger Artist"                                                           |
| 2003                 | Battlestar Galactica                 | Número seis                                 | Miniseries                                                                              |
| 2004–2009            | Battlestar Galactica                 | Número seis                                 | Papel principal                                                                         |
| 2006                 | The Collector                        | Janis Eisner                                | Episodio: "The V.J."                                                                    |
| 2006                 | Canada's Next Top Model              | Host, Judge                                 | Ciclo 1                                                                                 |
| 2007                 | Them                                 | Naomi Tyler Moore                           | TV piloto                                                                               |
| 2007                 | Supernatural                         | Molly McNamara                              | Episodio: "Roadkill"                                                                    |
| 2007–2009            | Burn Notice                          | Carla                                       | 8 episodios                                                                             |
| 2008–2009            | The Spectacular Spider-Man           | Felicia Hardy/Black Cat (Voz)               | 3 episodios                                                                             |
| 2009                 | The Dealership                       | Rachel Carson                               | TV pilot                                                                                |
| 2009                 | Chuck                                | Alex Forrest                                | Episodio: "Chuck Versus the Broken Heart"                                               |
| 2009                 | Warehouse 13                         | Bonnie Belski                               | Episodio: "Resonance"                                                                   |
| 2009–2011            | Two and a Half Men                   | Gail                                        | 3 episodios                                                                             |
| 2010                 | The Super Hero Squad Show            | Sif (Voz)                                   | Temporada 1, episodio 2                                                                 |
| 2010                 | Human Target                         | Stephanie Dobbs                             | Piloto (episodio 1, temporada 1)                                                        |
| 2010                 | Dark Blue                            | Alex Rice                                   | 10 episodios                                                                            |
| 2010                 | Lie to Me                            | Naomi Russell                               | Double Blind, episodio 3, temporada 2                                                   |
| 2010                 | The Whole Truth                      | Bitsie Katz                                 | Episodio: "Liars"                                                                       |
| 2011                 | No Ordinary Family                   | Sophie Adler                                | Episodio "No Ordinary Love"                                                             |
| 2011                 | Scooby-Doo! Mystery Incorporated     | Amanda Smyth/Aphrodite (Voz)                | Episodio 2, temporada 1: "Where Walks Aphrodite".                                       |
| 2011                 | Franklin & Bash                      | Brett Caiman                                | Episodio: "Go Tell It on the Mountain"                                                  |
| 2011                 | 17th Precinct                        | Morgana Kurlansky                           | TV piloto                                                                               |
| 2012                 | The Firm                             | Alex Clark                                  | Recurring cast                                                                          |
| 2012                 | Criminal Minds                       | Izzy Rogers                                 | 2 episodios                                                                             |
| 2012                 | Husbands                             | Pillow Girl #2                              | 2 episodios                                                                             |
| 2012                 | Battlestar Galactica: Blood & Chrome | Cylon Prototype                             | Episodio: "Piloto"                                                                      |
| 2012–2013            | Tron: Uprising                       | The Grid (Voz)                              | Papel principal                                                                         |
| 2013                 | Community                            | Lauren                                      | Episodio: "Conventions of Space and Time"                                               |
| 2014                 | Killer Women                         | Molly Parker                                | Main character                                                                          |
| 2014                 | The Librarians                       | Ms. Willis                                  | Episodio: "And the Horns of a Dilemma"                                                  |
| 2014                 | Ascension                            | Viondra Denninger                           | Top billing                                                                             |
| 2014                 | Spun Out                             | Dave's Ex - Claudia                         | Episodio: "Parental Indiscretion"                                                       |
| 2015                 | Suits                                | Harvey's Opposing Counsel - Evan Smith      | 2 episodios                                                                             |
| 2015                 | Falling Skies                        | Espheni Queen                               | Episodio: "Reborn"                                                                      |
| 2015                 | Key & Peele                          | Agente Jackson                              | Episodio: "The Job Interview"                                                           |
| 2015                 | Con Man                              | Louise                                      | 4 episodios                                                                             |
| 2015                 | Rick y Morty                         | Donna Gueterman (voz)                       | Episodio: "The Wedding Squanchers"                                                      |
| 2016                 | Powers                               | Agente especial del FBI Angela Lange / Lynx | Papel recurrente (temporada 2)                                                          |
| 2016                 | Robot Chicken                        | Kris Monroe / Ms. Delacroix / Colette (voz) | Episodio: "Food"                                                                        |
| 2016–2018, 2020–2021 | Lucifer                              | Charlotte Richards/Diosa/Shirley Monroe     | Papel principal (2 y 3 temporada); destacada (5A); invitada especial (5B y 6 temporada) |
| 2019                 | S.W.A.T.                             | Elle Trask                                  | Episodio: "The B-Team"                                                                  |
| 2019                 | Creepshow                            | Lydia Layne                                 | Segmento: "Lydia Layne’s Better Half"                                                   |
| 2019–2021            | Van Helsing                          | Dracula / Olivia                            | Papel principal (4 y 5 temporada)                                                       |
| 2021                 | Big Shot                             | Mrs. Grazinsky                              | Episodio: "This Is Our House"                                                           |
| 2021                 | The Rookie                           | Claire Ivey                                 | Episodio: "Five minutes"                                                                |
| TBA                  | Step Up: High Water                  | Erin                                        | Papel recurrente (temporada 3)                                                          |

### Videojuegos

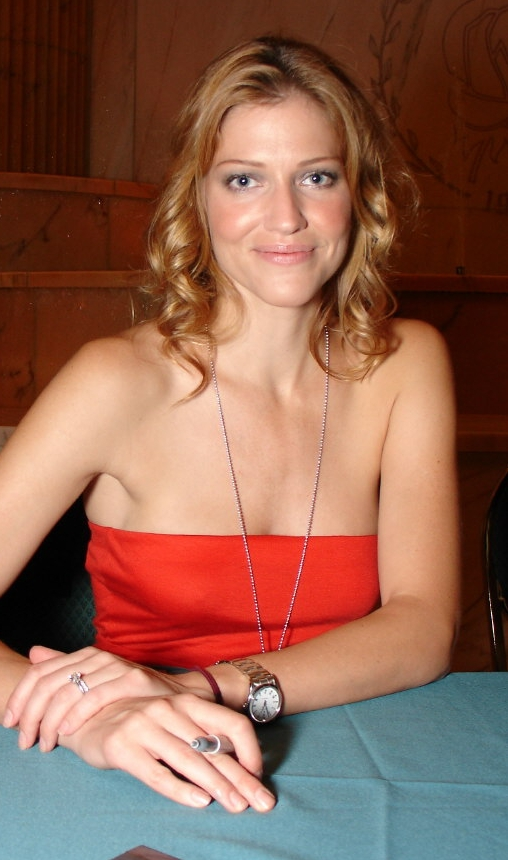
Helfer en Chicago, en 2007.

| Año  | Título                             | Papel                   |
| ---- | ---------------------------------- | ----------------------- |
| 2007 | Command & Conquer 3: Tiberium Wars | Kilian Qatar            |
| 2007 | Command & Conquer 3: Kane's Wrath  | Kilian Qatar            |
| 2008 | Spider-Man: Web of Shadows         | Felicia Hardy/Black Cat |
| 2009 | Halo 3: ODST                       | Captain Veronica Dare   |
| 2010 | Mass Effect 2                      | EDI                     |
| 2010 | StarCraft II: Wings of Liberty     | Sarah Kerrigan          |
| 2012 | Mass Effect 3                      | EDI                     |
| 2013 | StarCraft II: Heart of the Swarm   | Sarah Kerrigan          |
| 2013 | Marvel Heroes                      | Black Cat               |
| 2015 | Mortal Kombat X                    | Sonya Blade             |
| 2015 | StarCraft II: Legacy of the Void   | Sarah Kerrigan          |